# Karel Eichler (1921)
Karel Eichler (7. října 1921, Praha – 9. února 1999, Praha) byl český spisovatel, autor experimentálních próz, dovedených k až patafyzickému absurdnu. K jeho oblíbeným žánrům patřily apokryf, parodie a persifláž.
Roku 1942 odmaturoval na Masarykově gymnáziu v Praze. Protože vysoké školy byl uzavřeny, přihlásil se na dramatické oddělení pražské konzervatoře, kam chodil až do konce války. Po ní studoval Právnickou fakultu Univerzity Karlovy, ale nedokončil ji a pracoval pak jako pomocný dělník. Byl povolán k pomocným technickým praporům, kde se zhoršil jeho zdravotní stav. Onemocněl tuberkulózou a dva a půl roku strávil v různých sanatoriích. V roce 1959 mu byl přiznán invalidní důchod. Ke konci 50. let začal literárně publikovat, zejména v Sešitech pro mladou literaturu, Orientaci, Literárních novinách, Světu práce a Svobodném slovu. Roku 1966 vydal svůj knižní debut, poté stihl během pražského jara vydat ještě jednu knihu. Po sovětské okupaci ztratil publikační možnost a dokonce byl zničen již vytištěný náklad jeho knihy. Psal pouze do exilového časopisu Listy, kde se soustředila levicová "osmašedesátnická" opozice. Kvůli tomu byl také pronásledován a roku 1975 mu byl z politických důvodů odebrán invalidní důchod. Roku 1990 odešel do důchodu starobního. Po Listopadu 1989 vydal ještě několik próz.